# Olwen Corona
L'Olwen Corona è una struttura geologica della superficie di Venere.